# Damir Markovina
Damir Markovina (Beograd, 29. prosinca 1973.) je hrvatski kazališni, televizijski i filmski glumac.

## Životopis
Damir Markovina rođen je u Beogradu, a djetinjstvo je proveo u Splitu i otoku Korčuli. Osnovnu školu, gimnaziju i srednju glazbenu školu završio u Mostaru. Od 1992. godine živi u Zagrebu gdje je 2000. godine diplomirao na Akademiji dramske umjetnosti. Usavršavao se na različitim seminarima i radionicama scenskog pokreta, mima, biomehanike, commedie dell’ arte. Član je ansambla Drame Hrvatskoga narodnog kazališta u Zagrebu od 2002. godine.
Jedan je od dvadeset potpisnika pisma upućenog zagrebačkom gradonačelniku Milanu Bandiću, u kojemu izražavaju svoju zabrinutost imenovanjem Zlatka Hasanbegovića članom Kazališnog vijeća HNK Zagreb. Potpisnik je Deklaracije o zajedničkom jeziku, u kojoj se tvrdi da se u Hrvatskoj, Bosni i Hercegovini, Srbiji i Crnoj Gori govore nacionalne standardne varijante zajedničkog policentričnog standardnog jezika.

## Filmografija

### Televizijske uloge
- "Olujne tišine 1895-1995" kao Ivo Veranije (1997.)
- "Naši i vaši" kao Vjeran "Vjera" Lešnik (2002.)
- "Villa Maria" kao Luka Pongrac (2004. – 2005.)
- "Balkan Inc." kao Boško (2006.)
- "Bitange i princeze" kao Krumpirko (2008.)
- "Sve će biti dobro" kao Anton Kučera (2008. – 2009.)
- "Bibin svijet" kao Matko Premužić (2010.)
- "Dnevnik plavuše" kao Ivica/Juanito (2011.)
- "Larin izbor" kao Vlado (2013.)
- "Da sam ja netko" kao Igor (2015.)
- "Crno-bijeli svijet" kao Jupa (2020.)

### Filmske uloge
- "Je li jasno, prijatelju?" kao piroman #1 (2000.)
- "Završna vježba iz filmske režije" (2002.)
- "Infekcija" kao gradonačelnikov tajnik (2003.)
- "Libertas" kao Miljenko (2006.)
- "Lavanderman: Istina ili mit?" kao Lavanderman (2010.)
- "Ti mene nosiš" kao Igor (2015.)
- "Murina" kao Alonso (2021.)

## Vanjske poveznice
- Damir Markovina u internetskoj bazi filmova IMDb-u (engl.)
- HNK u Zagrebu / Drama: Damir Markovina  Arhivirana inačica izvorne stranice od 20. kolovoza 2016. (Wayback Machine)
- www.wish.hr – Intervju: Damir Markovina